# Bacsila
Bacsila je priimek več oseb:
- Trojan Bacsila, avstro-ogrski general
- Erwin Bacsila, nemški letalski as druge svetovne vojne